# Carl Julius Wilhelm von Prittwitz und Gaffron
Carl (Karl) Julius Wilhelm von Prittwitz und Gaffron (geb. 8. März 1758 in Pristram; gest. 4. Mai 1835 in Strehlen) war ein preußischer Landrat.

## Leben

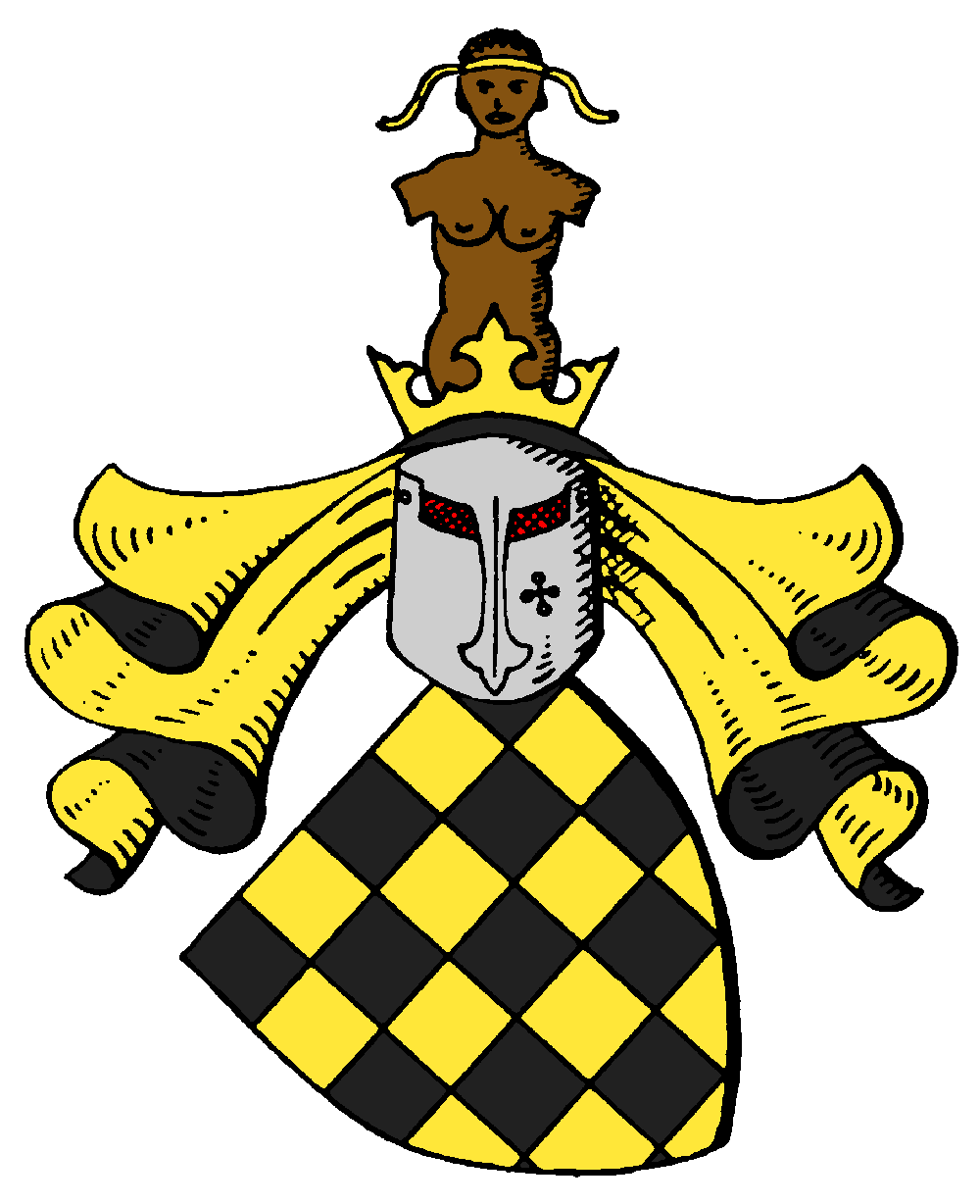
Stammwappen derer von Prittwitz

Carl Julius Wilhelm von Prittwitz und Gaffron war Angehöriger des schlesischen Adelsgeschlechts Prittwitz und Gaffron. Er war der Sohn von Carl Heinrich von Prittwitz und Gaffron (1718–1785) und dessen Ehefrau Ursula Louisa (1721–1799), geb. von Senitz aus dem Hause Sponsberg.
Seinen Dienste begann er beim Preußischen Heer im Kürassier-Regiment „von Bredow“, Nr. 9, wo er bis zum Rang eines Leutnants aufstieg. Nach Ende seines Militärdienstes übernahm er Gut Karisch im Kreis Strehlen, das er aus der Erbschaft seines Vaters erhalten hatte. Nach dem Tod von Gabriel Ludwig Henckel von Donnersmarck wurde er zum neuen Landrat des Kreises Strehlen ernannt. Das Amt übte er bis zum Jahr 1826 aus.

## Familie
Carl Julius Wilhelm von Prittwitz und Gaffron war mit Louise Wilhelmine Ernestine (1769–1828), geb. von Voß, verheiratet. Ein Sohn aus dieser Ehe war der Kommandierende General des Gardekorps, Carl Ludwig Wilhelm Ernst von Prittwitz (1790–1871).

## Auszeichnungen
Für seine Dienste während der Befreiungskriege von 1813 bis 1815 wurde er mit dem Eisernen Kreuz am weißen Bande ausgezeichnet. 